# Achi no Omi
Achi no Omi (japanisch 阿知 使主; lebte im 3. und 4. Jahrhundert) war ein koreanischer Prinz, der aus der späten Han-Dynastie stammte.

## Leben und Werk
Im Jahr 289 ließ er sich, zusammen mit einer großen Gruppe koreanischer Immigranten, in Japan nieder. Kaiser Ōjin überließ ihm das Dorf Hinosaki in der Provinz Yamato. Im Jahr 307 reiste Achi no Omi nach Ostchina in das Land Go und brachte von dort einige Frauen mit, die in der Weberei geübt waren. Diese unterrichteten die Japaner in diesem Handwerk. Er erhielt dann am Hofe in der Verwaltung die Stellung eines Kurōdo (蔵人).
Achi no Omi ist der Vorfahre der Adelsfamilien Sakanoue, Harada und Akizuki.